# Panglayungan
Panglayungan is een bestuurslaag in het regentschap Kota Tasikmalaya van de provincie West-Java, Indonesië. Panglayungan telt 19.251 inwoners (volkstelling 2010).